# そして、神々が舞い降りた〜ソチ五輪の17日〜
そして、神々が舞い降りた～ソチ五輪の17日～（そして、かみがみがまいおりた ソチオリンピックの17にち）とは、NHK総合テレビジョンで2014年2月24日、19:30 - 20:43（JST）に放送されたソチオリンピック総集編番組のタイトル。

## 概要
同年2月7日から2月23日（現地時間）の17日間に渡って行われたソチオリンピックの名場面を放送。勝敗の分岐点や感動のシーンの舞台裏など、選手へのインタビューを交え、徹底取材で迫る。

## 出演
- 羽生結弦
- 浅田真央
- エフゲニー・プルシェンコ
- 葛西紀明
- 清水礼留飛
- 竹内択
- 伊東大貴
- 高梨沙羅
- 上村愛子
- 平野歩夢
- 平岡卓
- 竹内智香
- 渡部暁斗
- 小野塚彩那・他

語り（ナレーター）
- 一柳亜矢子

## テーマ曲
- 「今、咲き誇る花たちよ」-コブクロ